# جون ماكدوغال
جون ماكدوغال (بالإنجليزية: John MacDougall) هو نقابي وسياسي بريطاني، ولد في 8 ديسمبر 1947 في دنفيرملين في المملكة المتحدة، وتوفي في 13 أغسطس 2008 في كيركالدي في المملكة المتحدة بسبب ورم المتوسطة. حزبياً، نشط في حزب العمال. في الانتخابات العامة في المملكة المتحدة 2001، انتخب عضو برلمان المملكة المتحدة الـ53 عن دائرة Central Fife (UK Parliament constituency) ‏ وقد انضم خلال فترته النيابية ‏ (7 يونيو 2001 – 11 أبريل 2005) للكتلة البرلمانية حزب العمال وفي الانتخابات العامة في المملكة المتحدة 2005، انتخب عضو برلمان المملكة المتحدة الـ54 عن دائرة غلينروذز وقد انضم خلال فترته النيابية ‏ (5 مايو 2005 – 13 أغسطس 2008) للكتلة البرلمانية حزب العمال.